# Nesto Orčić
Nesto Orčić (Subotica, 28. veljače 1929. – Zagreb, 18. rujna 1993.), bio je poznati bački hrvatski akademski kipar i restaurator iz Subotice. Umjetnički je pripadao suvremenim pravcima.

## Životopis
Nesto Orčić rođen je u Subotici 1929. godine. Nakon što je završio studij je surađivao u majstorskoj radionici Antuna Augustinčića.
Veći dio svoje stvarateljske karijere je proveo u Zagrebu. Njegova djela su velikim dijelom bila nadahnuta vjerskim temama.
Kvaliteta njegova rada je doprinijela tome da ga je Ante Sekulić uvrstio u svoje djelo Umjetnost i graditeljstvo bačkih Hrvata, a Naco Zelić mu je posvetio članak/galeriju u Klasje naših ravni, časopisu subotičkog ogranka Matice hrvatske, a dobio je i In memoriam u godišnjaku zaštite spomenika kulture Hrvatske.
Među ostalim njegovim restauratorskim radovima, sudjelovao u projektu restauracije glavnog portala osorske katedrale od početka njene restauracije 1980. godine, zatim vodorige na zagrebačkoj katedrali.
Bio je podupirateljem HKPD Matija Gubec iz Tavankuta.
Prigodom Dana Matice hrvatske u Subotici 2008., bit će predstavljena monografija o ovom kiparu, koju je priredio Naco Zelić (u izdanju NIU Hrvatska riječ i Katoličkog instituta za kulturu, povijest i duhovnost Ivan Antunović).

## Zanimljivosti
- Bavio se i glumom, pa je tako bio i jednim od glumaca u uspjeloj predstavi izvedenoj na prvom bunjevačkom prelu održanom poslije 2. svjetskog rata.[1]

## Poznata djela
- poprsje Alekse Kokića, (u dvorištu župe Isusovog Uskrsnuća)
- poprsje Blaška Rajića, (u predvorju župne crkve sv. Roka u Subotici)
- spomen-ploča kod ispovjedaonice biskupa Ivana Antunovića[8]

## Vanjske poveznice
- Radio Subotica  Arhivirana inačica izvorne stranice od 5. ožujka 2016. (Wayback Machine) Predstavljanje monografije o Nesti Orčiću
- Hrvatska riječ[neaktivna poveznica] Kipar i veliki konzervator